# Булах Андрій Глібович
Андрій Глібович Булах (29 березня 1933 — 21 вересня 2020) — російський радянський вчений у галузі мінералогії, професор, доктор геолого-мінералогічних наук (1979).

## Життєпис
Народився 29 березня 1933 року в місті Ленінграді (нині — Санкт-Петербург, Росія) в родині інженерів-будівельників.
У 1955 році з відзнакою закінчив геологічний факультет Ленінградського державного університету за спеціальністю «Геохімія і пошук корисних копалин». За направленням працював у Всесоюзному геологічному інституті. З 1962 року — співробітник Ленінградського університету: завідувач навчальною лабораторією, доцент, професор, завідувач кафедрою мінералогії (1987—1992), знов професор цієї ж кафедри.
Член вченої ради Всеросійського мінералогічного товариства (ВМТ), голова Комісії з нових мінералів ВМТ, член комісії з нових мінералів і назв мінералів Міжнародної мінералогічної асоціації.
Член редколегій журналів «Записки Всероссийского минералогического общества» і «Мінералогічного журналу», член спеціалізованих рад з захисту дисертацій, член навчально-методичного об'єднання Російської Федерації з геологічних дисциплін.

## Наукова діяльність
Головною темою наукових досліджень А. Г. Булаха було вивчення мінералогії низки рідкіснометалевих родовищ Кольського півострова, приурочених до лужно-ультраосновних комплексів і пов'язаних з ними карбонатитів.
Ним розроблена оригінальна фізико-хімічна модель формування карбонатитів, яка усунула деякі спірні питання і, певною мірою, примирила прихильників магматичного і метасоматичного походження цих природних утворень.
Під керівництвом А. Г. Булаха захищено 15 кандидатських та 3 докторські дисертації.

## Нагороди і почесні звання
«Заслужений працівник вищої школи Російської Федерації» (1999). Нагороджений медаллю «За звитяжну працю в ознаменування 100-річчя з дня народження Володимира Ілліча Леніна» (1970).
Лауреат університетської премії 1990 року «за високу педагогічну майстерність і підготовку наукових кадрів».
Почесний член Всеросійського (ВМТ) й Українського (УМТ) мінералогічних товариств.

## Основні праці
- «Каледонский комплекс ультраосновных, щелочных пород и карбонатитов Кольского полуострова и Северной Карелии». — М.: Недра, 1965.
- «Металлогенические особенности щелочных формаций восточной части Балтийского щита». — Л.: Недра, 1971.
- «Проблемы минералогии и петрологии карбонатитов». — Л.: Изд-во ЛГУ, 1984.
- «Фосфорные руды докембрийских толщ Алдана». — Л.: Изд-во ЛГУ, 1990.
- «Экспертиза камня в памятниках архитектуры: Основы, методы, примеры». — СПб.: Наука, 2005.